# Pterygoneurum kozlovii
Pterygoneurum kozlovii là một loài Rêu trong họ Pottiaceae. Loài này được Lazarenko miêu tả khoa học đầu tiên năm 1946.